# 사회적 비용
사회적 비용(社會的 費用, social cost)은 사회 전반이 부담하는 비용을 가리킨다.

## 개요
환경문제에 대한 비스마르크스시스트계 경제학자들의 이론적 분석은 외부불경제론(外部不經濟論) 혹은 사회적 비용론(社會的費用論)으로 발전되어 왔다. J.S. 밀의 정지상태론(靜止狀態論)은 자연환경의 쾌적성을 파괴하는 경제성장과 인구증가에 대한 비판의 선구로 볼 수 있고 마셜의 외부경제와 내부경제에 관한 분석은 피구의 사적 순생산물(私的純生産物)과 사회적 생산물(社會的 生産物)의 괴리론으로 발전하여 카프나 미할스키, 주디 등의 사회적 비용론으로 전개되어 왔는데 이와 같은 외부불경제론이나 사회적 비용론은 환경오염 또는 환경보전을 중심으로 하는 경제학적 논의 중 가장 이론적인 것이라고 할 수 있다.  현대경제학의 성장이론을 보면 자본의 축적, 인구(노동)의 증대, 기술의 진보가 성장을 위한 3대 요인으로 되어 있고 성장의 효율은 이 요인의 집중에 의하여 높아지는 것으로 되어 있다. 집중이 생산의 효율을 높이고 축적을 가져오면 이 축적이 다시 집중을 몰고 오는 이른바 집중과 축적간의 상호의존적 누적효과가 크기 때문이라고 한다. 이와 같은 집적이익(集積利益)을 추구하여 자본, 인구(노동), 기술, 정보 등이 집중되어 있는 도시에로 사람과 기업은 몰려들고 있다. 즉 도시가 지니고 있는 외부경제가 크기 때문에 도시집중은 계속된다. 그러나 집중에는 한계효율이 있어서 이를 넘어서면 외부불경제가 커지게 마련이다. 따라서 도시집중은 도시가 지닌 순외부경제(純外部經濟), 즉 외부경제에서 외부불경제를 제한한 것이 농촌보다 상대적으로 클 동안만 계속되는 것으로 볼 수 있다. 그런데 도시집중이 갖는 외부경제는 시장경제를 특색으로 하는 자본주의 체제하에서는 약간의 문제점을 내포하고 있다. 시장경제란 사유제산제도를 기초로 하여 이윤의 극대화를 도모하는 사기업과 효용의 극대화를 추구하는 소비자의 완전경쟁을 전제로 하고 있다. 그럼에도 불구하고 완전경쟁이 이루어지지 않아 가격 메커니즘이 작용하지 못하게 되면 사회적 불균형 문제가 나타나게 마련이다. 이 외부경제 문제가 바로 그 한 예가 된다. 즉 자신의 경제활동의 결과 일어나는 사회적 손실을 제3자 또는 사회에 그 피해를 돌려서 이득을 얻고 있기 때문이다. 도시집중의 결과 땅값이 오르고 용지취득이 어려워지며 이로 인하여 주택난이 생기고 보상비 부담이 늘어나서 공공투자가 저해될 뿐만 아니라 토지이용의 효율성이 저해되는 등의 사회적 손실이 생기고 교통난으로 인한 통근자의 에너지 소비, 교통정체나 교통사고에서 나타는 손실비용과 대기오염, 토양오염, 수질오염, 소음진동 등의 환경오염에서 제기되는 손실 및 녹지공급, 상하수 처리. 진개오물처리 등 생활환경시설의 미비에서 오는 비용부담이라는 사회적 손실을 시장경제로는 해결하지 못한다. 이와 같은 사적 경제활동의 결과 제3자나 사회에 그 피해가 돌아가지만 사적 기업가에게 그 책임을 지우기 곤란한 모든 유해한 결과의 손실을 사회적 비용(社會的費用)이라고 한다.
사회적 비용이 시장경제로 해결될 수 없는 까닭은 문제로 노출될 때까지의 잠복기간이 비교적 길고 따라서 가해자를 결정하기가 곤란하며 피해 또한 분산되어 있어서 방지하기 힘들어 결국 피해자는 우리 힘으로는 어쩔 수 없는 천재(天災)의 경우처럼 이를 체념해 버리기가 일쑤고, 가해자가 피해자보다 강자의 입장에 있는 경우가 많아서 방지하는 비용을 직접 지불하는 것보다 재판을 통해 법정에서 오랜 시간을 끄는 것이 오히려 유리하다고 생각하는 경우가 많기 때문이다. 따라서 사회적 비용이 문제해결을 위해서 가장 중요한 것은 주민들의 조직화된 단체활동이 전개될 수 있도록 주민운동을 용인하는 사회체제가 되어야 한다. 최근 환경오염 분야에서 거론되는 오염자 부담원칙(汚染者負擔原則, pollutor pays principle, 3P 원칙이라 함)은 바로 이와 같은 사회적 비용의 내부화를 꾀하려는 시도라고 할 수 있다. 그러나 이것도 화폐적으로 측정이 가능하고 사후적으로 보상이 가능한 상대적 손실에 한하는 것이고 인간의 건강장애나 사망, 인간사회에 필요한 자연의 재생산조건에 대한 복구 불능적인 파괴 및 복원할 수 없는 문화재의 손상 등과 같은 절대적 불가역적 손실(絶對的不可逆的 損失)에 대해서는 큰 의미가 없다. 환경오염이 크게 논의되는 까닭이 바로 여기에 있다고 할 수 있다.

## 같이 보기
- 경제간섭주의
- 환경경제학
- ISO 26000
- 공공경제학
- 수요와 공급